# Mexicaanse Liberale Partij
De Mexicaanse Liberale Partij (Spaans: Partido Liberal Mexicano, PLM) was een anarchistische Mexicaanse politieke partij.
De partij werd opgericht in 1901 door onder anderen Camilo Arriaga, Antonio I. Villarreal, Antonio Díaz Soto y Gama en Ricardo Flores Magón in San Luis Potosí als samenvoeging van verschillende liberale clubs. De partij had als speerpunten respect voor de (grond)wet, het verdedigen van de rechten van arbeiders, erkenning van burgerlijke en politieke vrijheden en eerlijke verkiezing. De partij verzette zich tegen de dictatuur van Porfirio Díaz en hoopte het liberale gedachtegoed van de Reforma, zij het in een radicale versie, te herstellen.
Al snel ontstonden er twisten en in 1904 viel de partij uiteen in tweeën toen de liberale vleugel van Arriaga de partij verliet uit onvrede uit de overmacht van de anarchisten. In 1906 stelde Flores Magón het manifest van de partij op, en diens tijdschrift Regeneración werd de spreekbuis van de PLM. De leden lieten zich inspireren door Peter Kropotkin, Michail Bakoenin en Pierre-Joseph Proudhon en de partij werd de voornaamste beweging in oppositie tegen Díaz, zowel vreedzaam als gewapend. De partij steunde de staking van Cananea in 1906 en organiseerde de staking van Río Blanco een jaar later. De PLM riep op tot een achturige werkdag, verbod op kinderarbeid, vergoeding in geval van ziekte of letsel, gratis en seculier onderwijs, minimumloon, verbod op religieus onderwijs, landhervormingen, vrije verkiezingen en onbeperkte vrijheid van meningsuiting.
Toen in 1910 de Mexicaanse Revolutie uitbrak nadat de liberale grondbezitter Francisco I. Madero door fraude de overwinning in de presidentsverkiezingen was ontnomen riep de PLM haar aanhangers op de wapenen ter hand te nemen de revolutie te steunen. Flores Magón weigerde echter trouw te zweren aan Madero en hoopte dat diens politieke revolutie vanzelf zou uitgroeien tot een sociale. Madero bood Flores Magón een post als vicepresident aan, maar deze weigerde dit, daar hij bevreesd was dat Madero zich ontpoppen als een nieuwe dictator. Nadat Madero erin was geslaagd Díaz omver te werpen ontstond een nieuwe scheuring, gematigde PLM-leden waaronder Villareal, Juan Sarabia, Díaz Soto y Gama en Flores Magóns broer Jesús Flores Magón besloten Madero's regering te steunen, laatstgenoemde werd zelfs minister van binnenlandse zaken in Madero's kabinet.
Bij de verkiezingen van 1911 besloot de PLM geen enkele kandidaat te steunen. De dissidente PLM'ers steunen Madero voor president en Fernando Iglesias Calderón voor vicepresident; de PLM zette de gewapende strijd voort en poogde een socialistische republiek te vestigen in Neder-Californië, maar werd verdreven door de federale regering. Na 1914 bestond de PLM eigenlijk alleen maar nog uit de directe vertrouwen van Flores Magón, hoewel veel ex-PLM leden zich bij andere revolutionaire groepen hadden aangesloten. Veel aanhangers van de PLM, waaronder Díaz Soto y Gama, hadden zich aangesloten bij het Bevrijdingsleger van het Zuiden van Emiliano Zapata, en na afloop van de revolutie waren veel voormalige PLM-leden betrokken bij de anarchistische vakbond Algemene Arbeidersconfederatie (CGT) en de libertarisch socialistische Socialistische Partij van het Zuidoosten (PSS).
PAN · PRI · PVEM · PT · MC · Morena